# Lantek Barat
Lantek Barat is een bestuurslaag in het regentschap Bangkalan van de provincie Oost-Java, Indonesië. Lantek Barat telt 3697 inwoners (volkstelling 2010).